# Mayaro (Trindade)
Mayaro é uma cidade no condado de Mayaro, na ilha de Trindade, em Trindade e Tobago.